# M jak morderca
M jak morderca (ang. Hangman) – amerykański film kryminalny z gatunku thriller z 2017 roku w reżyserii Johnny’ego Martina, wyprodukowany przez wytwórnię Saban Films. Główne role w filmie zagrali Al Pacino, Karl Urban, Joe Anderson, Sarah Shahi i Brittany Snow.
Premiera filmu odbyła się 22 grudnia 2017 w Stanach Zjednoczonych. W Polsce premiera filmu odbyła się 5 stycznia 2018.

## Fabuła
Detektyw Will Ruiney (Karl Urban) z wydziału zabójstw to specjalista tworzenia profili psychologicznych, który nie może się pozbierać po tragicznej śmierci żony, tym bardziej, że jej zabójcy nigdy nie ujęto. Teraz przydzielono mu nową sprawę, ale także i ją profiler traktuje bardzo osobiście. Nie bez powodu: na miejscu makabrycznej zbrodni ktoś wyrył numery dwóch policyjnych odznak – Ruineya i jego starszego kolegi po fachu, Raya Archera (Al Pacino). Emerytowany detektyw zajmuje się głównie rozwiązywaniem krzyżówek, ale nagle wbrew sobie zostaje wciągnięty w prawdziwą łamigłówkę, w której stawką jest ludzkie życie. Dochodzeniu przygląda się Christi Davies (Brittany Snow), doświadczona dziennikarka gazety „New York Times” relacjonująca sprawy kryminalne. Żadne z tych trojga nie jest jednak przygotowane na starcie z nieuchwytnym seryjnym mordercą Hangmanem (Joe Anderson). Psychopata nie tylko wiesza swoje kolejne ofiary, ale zostawia śledczym zaszyfrowane wskazówki wzorowane na grze w odgadywanie słów zwanej wisielcem.

## Obsada
- Al Pacino jako detektyw Ray Archer
- Karl Urban jako detektyw Will Ruiney
- Sarah Shahi jako kapitan Lisa Watson
- Brittany Snow jako Christi Davies
- Joe Anderson jako Hangman

## Produkcja
Zdjęcia do filmu kręcono w Atlancie w stanie Georgia.

## Odbiór
Film M jak morderca spotkał się z negatywną reakcją krytyków. Agregujący recenzje filmowe serwis Rotten Tomatoes, w oparciu o szesnaście omówień, okazał obrazowi 6-procentowe wsparcie (średnia ocena wyniosła 3,1 na 10). Na portalu Metacritic średnia ocen z 8 recenzji wyniosła 31 punktów na 100.